# Epidendrum flexuosissimum
Epidendrum flexuosissimum är en orkidéart som beskrevs av Charles Schweinfurth. Epidendrum flexuosissimum ingår i släktet Epidendrum och familjen orkidéer. Inga underarter finns listade i Catalogue of Life.